# Jordi Vilaprinyó Del Perugia
Jordi Vilaprinyó Del Perugia   (Barcelona, 6 d'octubre de 1953) és un pianista, professor i compositor català. Ha gravat diversos discos per als segells discogràfics Copland, Etnos, Ars Harmónica i Roland.
Es va graduar al Conservatori Superior Municipal de Música de Barcelona on obtingué diversos premis d'honor. Els seus mestres van ser Maria Teresa Balcells i Llastarry i Sofia Puche de Mendlewicz, que contribuïren a ampliar els seus coneixements juntament amb Monique Deschaussées, Albert Attenelle, Rosa Sabater, Ramon Coll, Luiz de Moura i Josep Colom. En el camp de la música de cambra, ha actuat a Sant Petersburg amb el tenora Jordi Figaró, amb qui també va enregistrar el disc Passió per la tenora, amb obres originals per a tenora i piano. Ha enregistrat un disc amb la primera gravació de les sonates inèdites del compositor Carles Baguer (1768-1808), editat per la casa Etnos de Madrid. Com a solista, va participar de l'estrena del Concert per a piano i orquestra Auguris de Francesc Taverna-Bech, amb l'Orquestra Simfònica de Barcelona i Nacional de Catalunya.
Ha musicat poemes de poetes catalans com ara L'Evangeli del vent, amb textos d'Agustí Bartra, Diumenge, de Joan Maragall, i d'altres de Salvador Albert i Joan Salvat Papasseit. Ha fet arranjaments sobre obres de mestres com ara Johann Sebastian Bach, Salvador Brotons, Albert Guinovart o Eduard Toldrà. Les obres per a cobla tornen el protagonisme al tible, la tenora, el fiscorn o el flabiol. El 2014, va publicar Fent equilibris, per a flabiol solista i cobla, obra d'encàrrec per al Memorial Joaquim Serra.
El 1970, va ser un dels fundadors del grup de rock progressiu Gòtic, amb un únic disc, Escenes, publicat el 1978, que va participar al Festival Canet Rock del mateix any. El 2016, els Gòtic van enregistrar el disc Gegants i serpentines per micromecenatge a partir de gravacions que trenta-sis anys abans no havien trobat cap editor.
Va tocar el piano en la gravació original de la cançó Qualsevol nit pot sortir el sol (1975) de Jaume Sisa.